# Marko Dević
Marko Dević ou Marko Devych - em sérvio, Марко Девић, e em ucraniano, Марко Девич (Belgrado, 27 de outubro de 1983) é um futebolista sérvio naturalizado ucraniano, atualmente joga no Al Rayyan do Qatar.

## Carreira

### Inicio

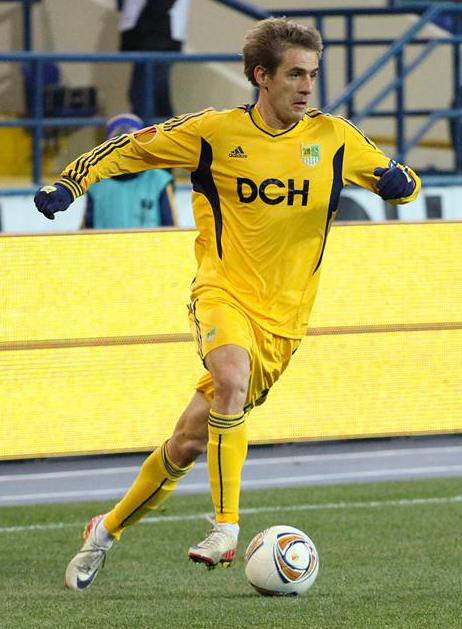
Dević atuando em partida do Metalist Kharkiv, clube onde se destacou na Ucrânia.

Iniciou a carreira em 2001, no Zvezdara, enquanto a antiga Iugoslávia ainda existia como país independente. Jogou 14 partidas e marcou dois gols durante sua passagem pelo clube. Ainda atuaria por Železnik, Radnički Belgrado e Voždovac Belgrado (estes últimos quando a Iugoslávia passou a ser Sérvia e Montenegro) até 2004, quando se mudou para a Ucrânia, sendo contratado pelo Volyn Lutsk. Marcou dois gols em 32 partidas, e com o rebaixamento do Volyn, Dević considerou retornar ao seu país natal.

### Metalist
Entretanto, preferiu permanecer na Ucrânia, desta vez para atuar pelo Metalist Kharkiv, se destacando com 64 gols marcados em 148 partidas. Esse desempenho fez com que o Shakhtar Donetsk contratasse o atacante. Com a camisa do time de Donetsk, Dević disputou apenas doze jogos, marcando quatro gols, voltando pouco depois para o Metalist.

## Seleção Ucraniana
Naturalizado ucraniano desde 2008, Dević (que, na romanização ucraniana, ficou Devych) fez sua estreia pela Seleção Ucraniana no mesmo ano. Fez parte da selecção nacional da Ucrânia para o Campeonato da Europa de Futebol que no entanto caiu na primeira fase

### Gol anulado
Em 19 de junho de 2012, Dević ficou conhecido por um lance polêmico, que prejudicou a Seleção Ucraniana. Após receber passe de Artem Milevskiy - que estava impedido - o atacante tirou do goleiro inglês Joe Hart, e conseguiu mandar a bola para o gol. Quando o zagueiro John Terry tirou a bola, ela já havia cruzado a linha. O árbitro húngaro Viktor Kassai não validou o gol, seguindo a decisão do árbitro de linha, que acreditara que a bola não entrou por inteiro.
Kassai admitiu o erro, mas o reconhecimento não foi o suficiente para manter-se no quadro de árbitros para as quartas-de-final da Eurocopa. O gol mal-anulado de Dević reabriu a discussão do uso de tecnologia no futebol, apoiada pelo presidente da FIFA, Joseph Blatter.